# 有馬吉政
有馬 吉政（ありま よしまさ）は、江戸時代前期の武士、紀州藩士。

## 生涯
建部光重の長男で、生母は有馬豊氏の養女（有馬則氏の娘）。
生母の実父である則氏は豊氏の兄で、小牧・長久手の戦い（1584年）で戦死した則氏に男子がいなかったことから豊氏が有馬家の家督を継承した経緯がある。吉政は豊氏のもとで育てられた。
吉政は成長後に有馬頼次（豊氏の三男）の養子となった。吉政は紀州徳川家の徳川頼宣に仕えた。
吉政の跡は養子の有馬義景（紀州藩家老・正木為永の子）が継ぎ、吉政の姪（建部光延の娘）を娶っている。義景の子・有馬氏倫は、紀州家から将軍になった徳川吉宗に側近として仕え、伊勢西条藩1万石の大名になっている。